# Szürrealizmus
A szürrealizmus a két világháború közti periódus egyik legismertebb művészeti mozgalma volt az irodalomban és a képzőművészetben.
Fiatal művészek vágyát fejezte ki, hogy a valóságnál is valóbb dolgokat alkossanak. A szürrealisták kijelentették, hogy éber állapotban nem lehet valódi alkotásokat létrehozni, olyan lelkiállapot után sóvárogtak, amelyben felszínre kerülnek lelkünk mélyebb, tudat alatti rétegei.
A Szürrealizmus első kiáltványa 1924-ben így fogalmazta meg lényegét: „A léleknek olyan zavartalan önműködése (tiszta automatizmus), melynek célja szóban, írásban vagy bármi más módon kifejezni a gondolkodás valódi működését. Tollba mondott gondolat, függetlenül az értelem bármiféle ellenőrzésétől, s minden esztétikai vagy erkölcsi törekvéstől.”
Egy esernyő és egy varrógép véletlen találkozása egy boncasztalon

## Nevének eredete
A francia „surréalisme” jelentése „realizmus felettiség”.
Elnevezése 1924-ben született, Párizsban. Először Apollinaire egyik 1917-es levelében fordul elő, majd a dadaizmusból tovább lépni vágyó André Breton és művésztársai, akik Apollinaire-t egyébként is közelállónak érezték törekvéseikhez, irányzatuk meghatározására és nevére átvették a kifejezést.

## A képzőművészetben
Két irányzata különböztethető meg: a figuratív, olykor a realitás elemeit fényképészeti pontossággal megjelenített víziók festészete, ennek képviselője Salvador Dalí, némely munkájával Max Ernst – a másik a mitikus jelképek, a tudat alól feltörő ősi formák inkább nonfigurativ festészete: képviselői Joan Miró, Paul Klee, Yves Tanguy, André Masson.
A stílus esztétikai hátterét André Breton adta meg, amikor 1924-ben megjelentette szürrealista manifesztumát, melyben a stílust „tisztán pszichikai automatizmusként” határozta meg, mely „akár szóban, akár másmilyen módon a gondolatok igazi működését fejezi ki”. Breton és köre tudatosan keresték irányzatuk előfutárait, „őseit”: a festészetben elsősorban a „Vámos Rousseau” Henri Rousseau hasonlíthatatlan naiv vásznait és törekvéseit értékelték nagyra. Az első szürrealista kiállítást 1925-ben rendezték, ezen részt vett többek között Paul Klee, Joan Miró, Max Ernst, Pablo Picasso és Man Ray is.
A szürrealizmus egyik főalakja, a spanyol-katalán Salvador Dalí az álmokat próbálta megfesteni. Legtöbb képén a valóság elemeit rendezi meghökkentő, összefüggéstelen kapcsolatba. Az egyes részleteket aprólékosan és élethűen ábrázolja. Arc és gyümölcstál látomása a tengerparton című képét 1938-ban készítette. A kép jobb felső sarkában lévő álombéli táj hullámzó tengeröblével, hegy alagútjával egyúttal kutyafejet is ábrázol: a tenger felett ívelő viadukt a nyakörve. A kutya valahol a levegőben lebeg, testének középső részét körtével teli gyümölcsöstálból formálta a művész, ám ez egy női arcba olvad, melynek szemeit két különös tengeri kagyló helyettesíti. A festmény alsó részét zavarba ejtő látomásokkal telezsúfolt tengerpart tölti be. Egy-két tárgy, a kötélvég és a vászondarab szokatlan, álomszerű élességgel válik ki, míg a többi rejtélyesen elmosódik.
A dadaizmushoz hasonlóan új technikai eszközöket alkalmaztak, különösen a fényképet és a filmet. A szürrealista fotó legnagyobb mestere Man Ray, filmművésze Luis Buñuel. A harmincas években a magyar származású André Brassai szoros kapcsolatba került a csoporttal, és a Minotaure c. Breton szerkesztette szürrealista folyóiratban több illusztrációja, fotója jelent meg. A technikai újítások közül főleg a frottázs adott nagy eredményeket, s ezt Max Ernst alkalmazta a legtudatosabban és legeredetibb módon. A frottázs az adott tárgy felületének rajzolatát dörzsöléssel jeleníti meg, mint például mikor papírt teszünk fára, kőre, falra stb., és azt ceruzával dörzsöljük. Az ilyen rajz véletlenszerű, különös mintázatú lesz. Max Ernst még dadaista korszakában barátságot kötött Bretonnal és munkatársaival, később minden szürrealista kiállításon részt vett. A harmincas évektől kezdve az irányzat egyik legjelentékenyebb képviselője, művészetét a II. világháború után egyre inkább elismerték. A szürrealisták felhasználták azokat az eljárásokat és anyagokat, melyek a tudat alatti képeket képesek előcsalogatni, megjeleníteni. Az általuk ábrázolt víziók gyakran rémálom hatását keltik, mert látszólag értelmetlen viszonyba állították az ábrázolt tárgyakat. Kialakult a mágikus realizmus: egyik fő képviselője René Magritte. Ő például emberi szemet fest hamis tükörként, ahogy az égen úszó fehér felhőket nézi, képein gyakran logikai paradoxonok jelennek meg, hangsúlyos és direkt irodalmi-gondolati asszociációk.
A mágikus realizmus további formáit Giorgio de Chirico és Paul Delvaux festészetében tapasztaljuk. Chirico 1916-ban Olaszországban metafizikus festészeti iskolát hozott létre. Elhagyatott városi utcákat, tereket festett, melybe láthatatlan vagy szellemalakok vetnek hosszú árnyékokat. A néptelen városi utcát és épületeket a teret kissé megnyújtva ábrázolja, amivel a vészjósló, nyugtalanító hatást akarja fokozni. Ha emberi alakot fest, akkor az arcvonások nélküli kőszoborra, próbababára vagy testtelen árnyékra hasonlít, s így a személytelenség és értelmetlenség szimbólumává válik. Giorgio de Chirico képei az elidegenedésre, az emberben lévő és emberek közötti ürességre hívják fel a figyelmet, de hangulatuk többjelentésű és nem egyszerűen fordítható fogalmi nyelvre. A szürrealisták tudták, hogy a művész, amikor egy tárgyat akar ábrázolni, nem azzal kezdi a munkáját, hogy kinyitja a szemét és körülnéz, hanem színeket és formákat idéz fel emlékezetéből, és ezekből építi a képet. Dalí minden formájával egyszerre többféle dolgot is ábrázolt, ezzel azt fejezte ki, hogy egy-egy szín és forma rengeteg jelentést ölthet magára. A belga Paul Delvaux szürrealizmusa sokat merít a szecesszióból: az ő képei a leglíraiabbak, legkevésbé riasztóak. Gyönyörű aktjai majd mindig az álom lassúságát, elomló lírát sugároznak.
A szürrealizmus legjelentősebb szobrásza Marcel Duchamp, aki még Breton párizsi csoportjának megalakulása előtt kiállította Lépcsőn lemenő akt c. konstruktivista festményét, majd New Yorkban kezdte hosszú évig készült Agglegényei vetkőztetik a menyasszonyt – A Nagy Üveg c. üvegfestmény-szobor-installációját (1914–1923), az egész avantgárd képzőművészet máig egyik legjelentősebb alkotását. Breton 1940–1945-ös egyesült államokbeli emigrációja alatt még szorosabbá vált munkatársi kapcsolatuk, több kiadványt szerkesztettek együtt, közös kiállításokon dolgoztak. Jelentékeny alkotó Hans Bellmer, aki olykor riasztó „erotikus babáival”, tárgy-torzóival vált önálló művésszé. A későbbi időszak legfontosabb, szürrealista indíttatású szobrásza az olasz Alberto Giacometti.
A mozgalom alapítója és irányítója André Breton személyiségével és tevékenysége súlyával, irodalmi és elméleti műveivel döntő fontosságú volt. A II. világháború után az USA-ból visszatérve továbbra is megőrizte tekintélyét. Íróként akkorra egyre inkább a kor legjelentősebb francia költőjének tekintették. 1963-64-ben még egy nagy, kollektiv szürrealista kiállítást rendeztek Párizsban, de a visszhang és siker ellenére az irányzat már nem érte el húszas-harmincas évekbeli jelentőségét. Nem sokkal Breton halála után, 1969-ben oszlott fel a francia szürrealista csoport.

### Magyarországon
A magyar képzőművészetben a szürrealizmus előfutárának Csontváry Kosztka Tivadart és Gulácsy Lajost tartják: ez még akkor is helytálló, ha Csontváry igazán semmilyen izmusba nem besorolható, és Gulácsy művészete is inkább a szecesszió irányzatához áll közel. Mindkettejük festészetének álomszerű ("onirikus"), víziós jellege közel áll a szürrealizmushoz. Gulácsy elképzelései később részben a szentendrei Vajda-kör és az Európai Iskola művészeinél ismerhetők fel. A Párizsból 1932-ben hazaérő Farkas István a tételes irányzattól függetlenül a magyar festészet néhány nagy szürrealista sugárzású művét alkotja meg. „Álmokat fest – írja róla Kassák Lajos – amiket nem hunyt szemmel, öntudatlanul álmodik az ember, hanem ébren szerkeszt.”
Szürrealista festőcsoport Magyarországon soha nem alakult meg, de az irányzat több művészre is jelentős hatást tett. Különösen Vajda Lajos és Ámos Imre, majd Anna Margit és Ország Lili képei tanúskodnak erről. Szürrealista eszközöket használó, és látásmódú festők később egy-egy alkotói periódusukban: Csernus Tibor, Gyémánt László, Lakner László, Altorjai Sándor, Korga György,. Szlávics László, a Vajda Lajos Stúdió alkotói, valamint a korán Franciaországba távozott Hantai Simon és Rozsda Endre. A hatvanas évektől a sok művészeti ágban (költészet, film, esztétika) tevékenykedő Erdély Miklós legtöbb alkotása szürrealista fogantatású. Kolozsvári Grandpierre Miklós Príma-díjas festő és szobrász ugyancsak szürrealista képzőművész.

## Az irodalomban
A szürrealizmus kiáltványa (Manifeste du Surréalisme, 1924) Breton megfogalmazásában készült, ugyanő – társakkal – kutatóirodát is létesített, és második kiáltványt is kibocsátott . A szürrealista Guillaume Apollinaire (1880–1918) francia költő volt a szürrealizmus úttörője. Az irányzat nevét már 1906-ban leírta, a Teiresziasz emlői című drámájának műfaji megjelöléseként pedig  útjára indította a „surréaliste” szót. A művészet feladatának a teremtést tekintette, a képzelet felszabadítását, az életszeretet kifejezését és erősítését, a titkok megsejtését és feltárását. E célokhoz új költői nyelv kialakítását sürgette. Felhasználta az impresszionizmus eredményeit, de jelentős mértékben fellazította a költői szöveget: a központozás elhagyásával  a szabad asszociációk alkalmazásával, az automatizmussal és a szimultanizmussal. A Kalligrammák c. kötetével felelevenítette a képvers több évezredes technikáját. A szimultanista, azaz az egyidejű hatást célzó közlésmóddal a kubizmus (festészeti) irányzatához is közel került.mozgalmon belül ekkor már sokféleség alakult ki, a vezetők közül már az 1920-as évtized közepén többen szorosabban kapcsolódtak a politikához (a francia kommunista párthoz). 
- André Breton (1896–1966) költő, 1920–1922 között még a dadaizmus vezéralakja volt, ezután „a szürrealizmus pápája”, az „önműködő írás” kialakítója. Prózavers-kötete – a társszerzője itt Soupault volt – A mágneses mezők a jelentésükben a formális logika szerint összeegyeztethetetlen kifejezések halmazával. Kiemelkedő alkotása a Szeplőtelen fogantatás  prózavers-kötete is (L'Immaculée Conception, 1930), ezt Éluard-ral közösen készíti, az „önműködő” írás legteljesebb megvalósításaként. Breton találmánya a „plasztikus vers”: egy tárgyra vésett (titkos) szó vagy kifejezés.
- Benjamin Péret (1899–1959) költő, az irányzat egyik kezdeményezője; utóbb összeállítja a szürrealista költészet antológiáját.
- Louis Aragon (1897–1982) realista író. Előbb dadaista költő volt, majd a szürrealizmus egyik atyja lett; az automatikus írással már 1920 körül kísérletezett.
- Paul Éluard (eredeti neve Eugène Grindel, 1895–1952) dadaista, majd szürrealista költő, végül realista alkotó, baloldali politikai irányultsággal.
- Jean Cocteau (1889–1963) költő, író, filmrendező és festő, romantikus színművet és szürrealista táncjátékot is szerzett. Az emberi szenvedélyek ábrázolója. Kiemelkedő alkotása a Rettenetes gyerekek (Les Enfants terribles, 1929) c. regény, ennek párja a Rettenetes szülők (Lés Parents terribles, 1938); antik tárgyú darabjai, mítosz-átdolgozásai is sikeresek. A Breton-vezette csoportnak sohasem volt tagja, a csoport szinte a szürrealizmus ellenségének tartotta, műveit pedig értéktelennek.
- Raymond Queneau (1903–1976) szürrealista költő és író, a nyelvi kifejezésformák úttörője. Világhíres műve – már az avantgárd lecsengése után – a Stílusgyakorlatok (Exercises de Style, 1947).
- René Crevel (1900–1935) költő; az ihlet előidézésére hipnotikus álommal kísérletezett.

Nevesebb francia szürrealista alkotók voltak még: Artaud (Antonin, 1896–1948) költő, színházművész és filmrendező; Baron (Jacques, 1905–1986) és Desnos (Robert, 1900–1945) költők; Michaux (Henri, 1899–1984) költő és festő; Soupault (Philipe, 1897–1990) költő és író. Néhány évre a szürrealistákhoz csatlakozott Prévert (Jacques, 1900–1977) költő, dalszerző és előadó, valamint forgatókönyv-író.
- Federico García Lorca (1898–1936) spanyol költő és drámaíró. Témavilága: szenvedélyek és mély fájdalmak, a feudális maradványok személyiségtipró hatása, a négerek és a cigányok kirekesztettsége. A romantikából felújítja a románcot. Stílusában sejtelmesség, játékosság, sűrített drámaiság és a népköltészet elemei keverednek, kiemelkedő eszköze a szürrealista képáradat.
- Thomas Stearns Eliot (1888–1965) amerikai-angol költő. Imagista, majd költői pályája csúcsán megjelenteti a The Waste Land c. költeményét (A puszta ország, ill. újabb fordításban Átokföldje, 1922), stílusában szürrealista is (expresszionista és konstruktivista jelleg mellett), szabad verses szöveg, a műnemek keverésével, a modern ember világképét fejezi ki.
- Dylan Thomas (1914–1953) walesi származású angol költő, Joyce művészetének örököse. Szürrealista versekkel 1934-ben jelentkezett. Fő motívumai: születés, szerelem és halál.

A német irodalomból kiemelkedik Hans Arp (1887–1966) német és francia nyelven író költő. 
- A XX. század néhány nagy íróját az irodalomtudomány és -történet tételesen nem tekinti szürrealistának, azonban több művükben is szürreális képzelet uralkodik.
- Franz Kafka (1883–1924) német nyelven író cseh elbeszélő, az elidegenedés magas színvonalú ábrázolója. Ábrázolásmódja parabolisztikus, stílusa érzelemmentes és aprólékosan kimunkált, művilága abszurd és groteszk elemekben bővelkedik.
- Jorge Luis Borges (1899–1986) argentin író és költő, a mágikus realizmus egyik megteremtője. Ábrázolás- és kifejezésmódjában az abszurd, a realizmus és az avantgárd (főleg a szürrealizmus) is szerepet kapott.
- Gabriel García Márquez (1928–2014) kolumbiai elbeszélő. Főműve a Száz év magány (Cien anos de soledad, 1967), egy családregény keretében az emberi kultúra történetét sűríti (az ősitől a modernig), a realitást a szürrealitással egyesíti, a fantáziával és a mitológiával. Az emberi képzelet, akarat itt világteremtő erővel bír. Előadásmódja az ősi népi elbeszélőké és egyben modern szépírói; stílusa krónikaszerű és ugyanakkor meseszerű is.
- Mario Vargas Llosa (1936–2025)[2] perui író, világhírű regénye A város és a kutyák (La ciudad y los perros, 1962). Filmszerű vágásokkal ábrázol; csapongó fantáziával és nagy nyelvi leleménnyel ír.
- Miguel Ángel Asturias (1899–1974) guatemalai író és költő. Főműve a diktatúra természetéről az Elnök úr (El senor presidente, az 1920-as években, megj. 1946), az elnyomottak életét naturalista és szürrealista eszközökkel érzékelteti.
- A szürrealista színház tagadja a hagyományos műfaji előírásokat, a nézőt a saját asszociációira bízza, és előszeretettel alkalmazza a meglepetést.
- Alfred Jarry (1873–1907) francia bohém költő és drámaszerző. Az Übü király c. színművét (Ubu roi, 1896) a szürrealisták példának tekintették: az ember eltorzulásának lidércálmát állítja színpadra, tragikomikus eszközökben gazdagon.
- Luis Buñuel (1900–1983) spanyol szürrealista filmrendező. Az Andalúziai kutya (Un chien Andalou, 1928) c. filmjét – és még másokat is – a festő Salvador Dalival együtt készíti.

## A szürrealista irodalom Magyarországon
Magyarországon az 1920-as évek végén, az 1930-as évtized elején több fiatal költő kerül közvetlen kapcsolatba a Párizsban az ekkor fénykorát élő francia szürrealizmussal (Illyés Gyula, József Attila, Radnóti Miklós, Tamkó Sirató Károly); a hatás költői formanyelvük alakulásában jelentős tényezőnek minősül.
- Illyés Gyula a pályája elején az avantgárd áramlatai között a szürrealista stílust is próbálgatta.[3]
- József Attila (1905–1937) költő. A „szép szó”, a művészi kifejezés lehetőségeivel küzdött az emberi teljességért, harcolt a szeretetlenség, az embertelenség, az irracionális eszmék ellen. Gazdag formanyelve a magyar költészet legrégibb hagyományaiból, az avantgárd irányzatok közül elsősorban a szürrealizmusból táplálkozott: világlátásában, villódzó fantáziájában és versnyelvében a szabad képzettársítások főszerepet kapnak. A költői kifejezésmód megújítására törekedett, a művészetet világteremtő erejűnek vallotta. Szürrealista fogantatású művei a „komprimált” versek, például a Medáliák (1928). Az elidegenedettség létállapotáról írja a Téli éjszaka (1933) látomásos költeményét. Óda (1933). A tudatállapotokat veszi sorra az Eszmélet (1934) c. költeményében.
- Déry Tibor stílusára az avantgárdból a szürrealizmus tette a legnagyobb hatást. Szürrealista regénye az Ébredjetek fel! (1929).
- Weöres Sándor (1913–1989) költészetével a modern kultúra válságának feloldására vállalkozik. Látókörében az európai civilizáció hagyományain kívül keleti filozófiák, mitológiák, az ősköltészet is megjelenik. Az avantgárd eszközrendszerét a metafizikai tartalmak megragadására és kifejezésére használja fel. – Szürrealista világlátás és történetszövés jellemzi Határ Győző (1915–2004) néhány korai regényét, és sok versét.
- Nagy László (1925–1978) értékőrző költészetének formanyelvében – a magyar népköltészet és ősi versvilág, valamint a bolgár folklór mellett – az avantgárd, azon belül a szürrealizmus is szerepet kap.

A legtágabb értelemben vett szürrealizmus alkotói között említhetők még pl.: Kolozsvári Grandpierre Emil (1907–1992), Szentkuthy Miklós (1908–1988), Sőtér István (1913–1988), Sinka István (1897–1969), Juhász Ferenc (1928–), Kormos István (1923–1977), Ágh István (1938–), Ladik Katalin (1942–).

## Szakirodalom
- Maurice Nadeau: L'Histoire du surréalisme (Paris, 1945; 1957; 1964)
- Jean-Louis Bédouin: La Poésie surréaliste (Paris, 1964)
- Ado Kyrou: Surrélisme au cinéma (Paris, 1964)
- A szürrealizmus (Bev., szerk.: Bajomi Lázár Endre (Gondolat Kk., Budapest, 1968; 1979.)
- Bori Imre: A szürrealizmus ideje (Újvidék, 1970)
- Fernand Alquié: Philosophie du surréalisme (Paris, 1955; 1965)
- Sarane Alexandrian: L'Art surréaliste (Paris, 1970)
- Sarane Alexandrian: Le Surréalisme et le rêve (Paris, 1974)
- André Breton: Le Surréalisme et la peinture (Paris, 1928)
- André Breton: Les Manifestes du surréalisme (Paris, 1946)
- Robert Bréchon: Le Surréalisme (Paris, 1971)
- Philippe Audouin: Les Surréalistes (Paris, 1973)
- Zemplényi Ferenc: A korai szürrealista regény (Budapest, Akadémiai, 1975)
- Szabolcsi Miklós: Érik a fény (Budapest, Akadémiai, 1973, József Attila és a szürrealizmus)
- A francia irodalom a 20. században (Budapest, Gondolat Kk., 1974. Bev. és szerk.: Köpeczi Béla, Bikácsy Gergely André Breton-tanulmányával)
- Mezei Árpád: A szürrealizmus (Budapest, 1962 – kézirat)
- Németh Lajos: Képzőművészet a XX. század elején (Budapest, 1960)
- Mario de Micheli: Az avantgardizmus (Budapest, Gondolat, 1969, szürrealizmus fejezet)
- René Passeron: A szürrealizmus enciklopédiája (Budapest, Corvina Kiadó, 1984. Mezei Ottó: Szürrealizmus és szürrealista látásmód a magyar művészetben c. tanulmányával)
- Karafiáth Judit – Tóth Szilvia: Szürrealizmus (Budapest, Klett Kiadó – Matura Könyvek, 1999)
- Cathrin Klingsöhr-Leroy: Szürrealizmus (Budapest, Taschen/Vince Kiadó, 2005)
- Balázs Imre József: A szürrealizmus története a magyar irodalmi mezőben; Ráció Budapest, 2021 (Ligatura)